# Joe Hugill
Joseph Brennen Hugill (sinh ngày 19 tháng 10 năm 2003) là một cầu thủ bóng đá người Anh thi đấu ở vị trí tiền đạo cho câu lạc bộ Manchester United tại Giải bóng đá Ngoại hạng Anh.

## Danh hiệu
U18 Manchester United
- FA Youth Cup: 2021–22